# Ciclo integral del agua de la Comarca de Pamplona
La Mancomunidad de la Comarca de Pamplona gestiona el ciclo integral del agua desde el momento de su nacimiento en 1982, cuando adoptó el nombre de Mancomunidad de Aguas de la Comarca de Pamplona. Como entidad gestora del ciclo integral del agua, la actividad de la mancomunidad abarca los procesos de: captación de agua para abastecimiento, tratamiento de potabilización, distribución, recogida y depuración de aguas residuales, y finalmente vertido a cauce público.

## Captaciones de agua
La mancomunidad cuenta con tres fuentes de abastecimiento de agua, que cuentan con su propia estación de tratamiento de agua potable (ETAP) asociada.

### Manantial de Arteta
En el concejo de Arteta, que pertenece al Valle de Ollo, se encuentra el manantial de Arteta, que abastece de agua potable a la Comarca de Pamplona desde 1886. El manantial recoge agua directamente de la Sierra de Andía (en una superficie de 100 kilómetros cuadrados), y por lo tanto tiene un marcado carácter estacional, con puntas de caudal de 30.000 litros por segundo en invierno, y estiajes cercanos a los 300 litros por segundo. Por este motivo, en época de estiaje su caudal se complementa con la captación de agua del río Araquil.
Para conseguir un agua potable para el consumo, a pocos kilómetros del manantial se ha construido la ETAP de Egillor (concejo de Beasoáin-Eguíllor, Valle de Ollo). Esta instalación entró en funcionamiento en 1992, y puede tratar hasta 800 litros de agua por segundo.
El proceso de potabilización incluye métodos físicos y químicos. Comienza con una desinfección con cloro para eliminar microorganismos. Posteriormente se suceden procesos físicos de decantación por coagulación y por floculación. Finalmente el agua es filtrada para conseguir un agua plenamente potable.
En el manantial se aprovecha también la fuerza del agua para producir electricidad.

### Embalse de Eugui
El embalse de Eugui se sitúa a los pies del concejo homónimo del municipio de Esteríbar. El embalse se encuentra en la cabecera del río Arga y tiene un volumen útil de 20,26 Hectómetros cúbicos.
Las aguas del embalse de Eugui son potabilizadas en la ETAP de Urtasun, también en el Valle de Esteríbar, Esta instalación fue construida en 1973 y funciona en proceso continuo similar al de Egillor. Su capacidad de tratamiento es de 1.050 litros por segundo.
Así mismo, la planta también dispone de una central hidroeléctrica que aprovecha el desnivel de 30 metros de altura que existe desde el embalse.

### Canal de Navarra
A partir de 2006, y con el fin de garantizar el abastecimiento de agua a la mancomunidad, se inicia la captación de agua del Canal de Navarra en la localidad de Tiebas, que de momento se utiliza solo en los meses de estiaje. La ETAP de Tiebas cuenta con una capacidad de tratamiento de 1000 litros por segundo.
Los procesos realizados para la potabilización del agua en esta instalación son más complejos que los realizados en las otras plantas. Incluyen una oxidación previa, la precloración, tamizado, coagulación, floculación, flotación, oxidación por ozono, la filtración y finalmente una desinfección.

### Red de abastecimiento
Para el suministro del agua desde las captaciones citadas existe una compleja trama de redes de abastecimiento de 1.429 kilómetros de tuberías y 106 depósitos de agua. Los depósitos más importantes se ubican en Mendillorri.

## Depuración de las aguas residuales
Todas las aguas residuales de la Comarca de Pamplona son conducidas a la estación de tratamiento de las aguas residuales (EDAR) de Arazuri por una red de saneamiento formada por 1.634 kilómetros de colectores. La depuradora está situada en terrenos del concejo de Arazuri, en la Cendea de Olza. Se ubica sobre un meandro del río Arga, en una extensión de 40 Hectáreas, y fue inaugurada en 1990.
En el momento de su inauguración, la depuradora de Arazuri contaba tan solo con un tratamiento basado en el pretratamiento del agua y su decantación, lo que permitía eliminar solo el 65% de los sólidos en suspensión, y reducía en un 35% la carga orgánica contaminante. Tras una remodelación de las instalaciones, en 1999 fue incorporado el tratamiento biológico del agua residual, y el proceso de nitrificación y desnitrificación, de manera que la eliminación de sólidos y materia orgánica se eleva ahora hasta el 95%, según los datos aportados por la mancomunidad.
Como productos finales del proceso de depuración se generan biogás y compost. El biogás se utiliza para producir electricidad, y el compost se aprovecha como enmienda orgánica en agricultura y jardinería.

### Polémicas surgidas alrededor de la depuradora de Arazuri
En 1998, los ayuntamientos de Orcoyen y Cendea de Olza, junto con los concejos de Arazuri y Ororbia impugnaron la posible instalación de una planta de tratamiento de residuos especiales y peligrosos, a instalarse dentro del recinto de la depuradora de Arazuri. Las razones para el recurso se basaban en que el Plan Gestor de Residuos Especiales de Navarra infringía diversos preceptos de las normativas sobre residuos especiales, actividades clasificadas y evaluación de impacto ambiental. La sentencia del Tribunal Superior de Justicia de Navarra de 2001 desestimó este recurso, pero los demandantes interpusieron un recurso de casación. Finalmente en 2004, el Tribunal Supremo acabó anulando el Plan Gestor de Residuos Especiales de Navarra en lo relativo a la instalación proyectada en Arazuri, por lo que la planta de tratamiento de residuos peligrosos no pudo ser finalizada por la mancomunidad.
Sin embargo, hasta 2011 se producían malos olores por la producción de compost al aire libre en la depuradora. Este hecho obligó a la mancomunidad a habilitar unas naves para producir el compost a cubierto, en túneles que aceleran y controlan el proceso, evitando los impactos ambientales. 
Para la construcción de estos túneles se aprovecharon las instalaciones previstas para un sistema de biometanización. Este sistema fue anulado por sentencia del Tribunal Supremo de 2007, a instancias del concejo de Arazuri.
Finalmente, el informe de la Comunidad Europea "Libro verde del proyecto Water and Territories" indica que la calidad del agua del río Arga aguas abajo de la depuradora de Arazuri no es la correcta según la Directiva Marco del Agua. El informe indica que el Arga esta en riesgo potencial de no alcanzar el buen estado de sus aguas en algunos tramos. A ello contribuye:
- La alta concentración de población e industria en Pamplona. A pesar de que la depuración del agua residual cumple los límites legales, el río es vulnerable por eutrofización.
- El escaso caudal del Arga en Pamplona en periodos de estiaje, que aumenta el efecto de los vertidos.
- La presencia de presas que disminuyen la capacidad de autodepuración del río.
- En momentos de lluvias intensas la red de saneamiento de la Comarca de Pamplona presenta problemas de sobrecarga.[10]